# Gorina
Gorina (cyr. Горина) – wieś w Serbii, w okręgu jablanickim, w mieście Leskovac. W 2011 roku liczyła 652 mieszkańców.